# Dębowa Łęka

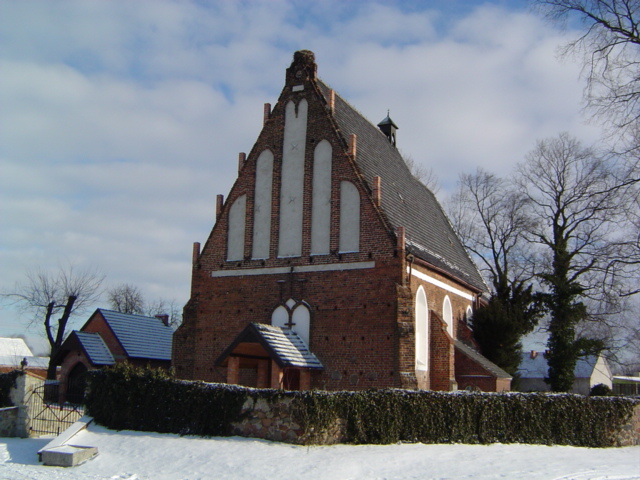
Dorfkirche St. Hedwig

Dębowa Łęka (deutsch Geyersdorf) ist ein Dorf in der polnischen Stadt- und Landgemeinde Wschowa (Aussprache Ws-chowa) im Südosten der Woiwodschaft Lebus. 
Es liegt östlich des städtischen Kernortes Wschowa an der Straße nach Leszno.
Da ‚Łęka‘ sowohl ‚Wiese‘ als auch ‚Feuchtgebiet‘ bedeutet. lässt sich der Ortsname mit ‚Eichengrund‘ übersetzen. 

## Geschichte

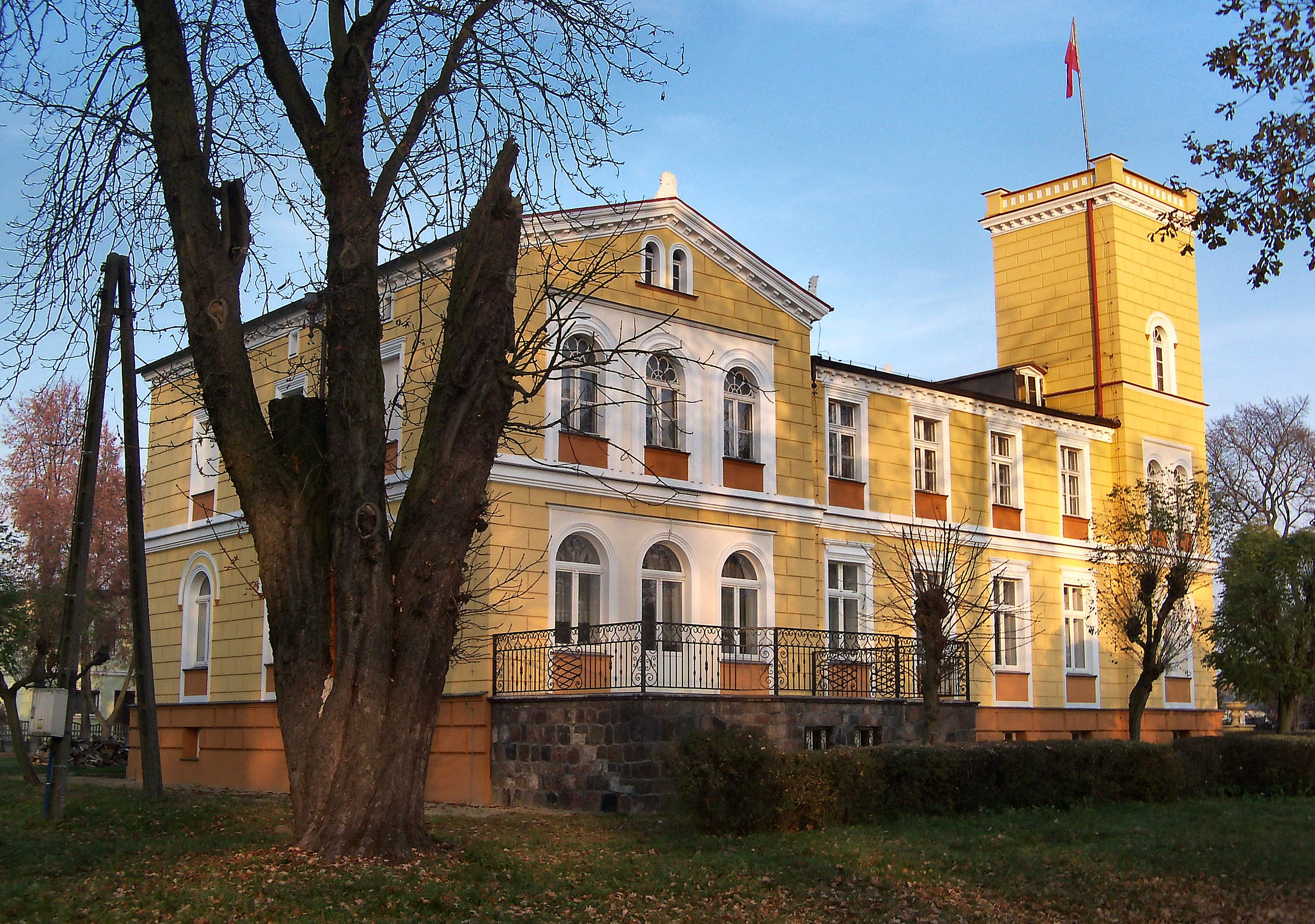
Brodowski-Palast

Die erste Erwähnung des Ortes als ‚Dambowa Lanka‘ stammt von 1424. Seit 1437 taucht daneben der deutsche Name auf. Im selben Jahrhundert wurde auch die backsteingotische Pfarrkirche St. Hedwig (św. Jadwigi) errichtet.
Seit 1814 gehörte das Dorf dem Direktor der Kreditgesellschaft Generallandschaft zu Posen (Ziemstwo Kredytowe w Poznaniu), Aleksander Brodowski. Er ließ 1848 das neue Herrenhaus des Gutes errichten.
Historisch gehörte sowohl Wschowa/Fraustadt als auch das Dorf zu Großpolen und damit von 1815 bis 1920 zur preußischen Provinz Posen.
Durch den Versailler Vertrag wäre es so an das wiedergegründete Polen gekommen. Aber wegen der überwiegenden Nationalität der Einwohner blieb der Kreis Fraustadt nach Entscheidung der Interalliierten Militär-Kontrollkommission beim Deutschen Reich und wurde der preußischen Provinz Schlesien eingegliedert.
Nach dem Ende des Zweiten Weltkriegs wurde der Ort 1945 an Polen übergeben.

## Einwohnerentwicklung
| Bezug:     | Dorf + Gutsbezirk | Dorf + Gutsbezirk | Dorf ohne Gut | Dorf ohne Gut | mit ehem. Gut |
| Jahr:      | 1885              | 1925              | 1933          | 1939          | 2011          |
| Einwohner: | 387               | 741               | 616           | 600           | 635           |